# Боцманмат
Боцманмат (від нідерл. bootsmansmaat — дослівно: «помічник боцмана») — унтер-офіцерське військове звання стройового складу, що існувало у російському флоті та флотах низки країн світу, а також існує у військово-морських силах деяких сучасних держав.

## Історія та функції
У Російському імператорському флоті військове звання боцманмат стройового складу (стернові, сигнальники тощо) відповідало званню унтер-офіцер 1-ї статті категорії корабельних спеціалістів (трюмні машиністи тощо), а в російській імператорській армії — званню старший унтер-офіцер.
Звання присвоювалося у флоті без екзамену. У цей чин призначались з унтер-офіцерів 2-ї статті з річним стажем, за атестацією. Чин боцманмата присвоювався також стерновим, марсовим, сигнальникам і водолазам.

### Обов'язки та знання
За відсутності боцмана боцманмат виконував його обов'язки. Боцманмат повинен був знати:
- Такелажні роботи
- Підйом і спуск рангоуту
- Все, що стосується озброєння корабля
- Компас і керування стерном
- Керування шлюпкою під вітрилом
- Інші специфічні навички морської справи

За поданням командира корабля боцманмат міг бути підвищений до звання боцмана.

## Боцманмат в інших країнах
У військово-морських силах різних країн світу звання боцманмата мало свої особливості:

### США
У Військово-морських силах США звання Boatswain's Mate (BM) залишається однією з найстаріших спеціальностей. Боцманмати США відповідають за підтримку та використання рятувальних засобів, якірних та буксирних механізмів, вантажних операцій та корабельних шлюпок.

### Велика Британія
У Королівському військово-морському флоті Великої Британії звання Boatswain's Mate було пізніше замінено на звання Petty Officer.

### Німеччина
У Німецькому флоті звання Bootsmannsmaat існувало як молодше унтер-офіцерське звання з особливими функціями в корабельній ієрархії.

## Сучасне використання
У сучасних військово-морських силах деяких держав звання боцманмата існує з деякими модифікаціями відповідно до національних військово-морських традицій та потреб. Функції та відповідальність сучасних боцманматів часто розширені з урахуванням технологічного розвитку суден.